# Předposlední pravda
Předposlední pravda (1966, The Penultimate Truth) je sci-fi román amerického spisovatele Philipa K. Dicka.

## Obsah románu
Jde o dystopický konspirační thriller z blízké budoucnosti, kdy se zbytky lidstva po jaderné válce skrývají v podzemí, protože jsou přesvědčeni, že válka na povrchu stále zuří a že ji nyní vedou roboti, které lidé v bunkrech vyrábějí. Válka však dohodou mezi elitami obou stran dávno skončila a povrch planety je opět obyvatelný. Vládnoucí vrstva (tzv. Yancemani) žije na povrchu ve vilách uprostřed rozsáhlých parků a odmítá lidem v bunkrech pravdu o konci války sdělit. Pomocí falšovaných dokumentů z filmových studií a projevů charismatického vůdce Yancyho (ve skutečnosti naprogramovaného robota) si udržuje své privilegované postavení. Vyráběné roboty pak využívá jako služebníky.
Za roky pohodlného života se ovšem zrodily mezi vládnoucí elitou frakce, jedni intrikují proti druhým a ve snaze upravit chod dějin využijí i prototyp stroje času. Sílí také nespokojenost s despotickým diktátorem, Stantonem Brosem, kterého drží při životě stále větší množství umělých orgánů.
Konec příběhu není zcela jednoznačný. Po mnoha peripetiích oznamuje prezident Yance konec války. Jde ovšem o předposlední pravdu, protože ta poslední, že povrch Země již není radioaktivní, není zatím odhalena. Román tak ukazuje, že v okamžiku, kdy jedna mocenská skupina končí svoji vůdčí dráhu, nastoupí na její místo další.

## Česká vydání
- Předposlední pravda, Argo, Praha 2012, přeložil Filip Krajník.